# The Voyage of Life
The Voyage of Life je serija štirih slik, delo angleško-ameriškega slikarja Thomasa Cola, ki jih je ustvaril leta 1840. Slike na alegorični način predstavljajo štiri faze človeškega življenja, in sicer otroštvo, mladostništvo, odraslost in starost. Prikazan je popotnik, ki na čolnu pluje po reki skozi severnoameriško divjino v času sredine 19. stoletja.
Serijo sestavljajo naslednje štiri slike: The Voyage of Life Childhood, The Voyage of Life Youth, The Voyage of Life Manhood, in The Voyage of Life Old age.
V nasprotju s Colovo prvo serijo The Course of Empire, ki je osredotočena na faze civilizacije, se ta serija osredotoča na posameznika, ki na krščanski alegorični način vizualno predstavi človekovo popotovanje skozi življenje. Popotnika, ki pluje na Reki življenja, na vsaki sliki spremlja angel varuh. Pokrajina, ki je upodobljena glede na letni čas, igra pomembno vlogo pri pripovedovanju zgodbe. Smer čolna je na vsaki sliki obrnjena v primerjavi s prejšnjo sliko.
V otroštvu dojenček pluje iz temne jame v bogato in zeleno pokrajino. V mladostništvu fant prevzame nadzor nad čolnom in ga usmeri proti veličastnemu gradu na nebu. V odraslosti se človek zanaša na molitve in vero, da ga vodi skozi deročo reko in nevarno pokrajino. Na koncu človek postane star, angel pa ga vodi do nebes skozi vodovja večnosti.

## The Voyage of Life

### Childhood
Na prvi sliki so uvedeni vsi štirje pomembni elementi zgodbe, in sicer popotnik, angel, reka in ekspresivna pokrajina. Dojenček varno sedi v čolnu, ki ga vodi angel. Pokrajina je bujna, cvetoča in mirna, nanjo pa sije topla sončna svetloba, kar odraža nedolžnost in veselje otroštva. Čoln pluje iz temne in skalnate jame, kar po besedah Cola simbolično predstavlja naš zemeljski izvor in skrivnostno preteklost. Reka je mirna in ozka, kar simbolizira naše starševsko zaščito v otroštvu. Na premcu je figura angela, ki drži v rokah peščeno uro, kar simbolizira omejen čas človeškega življenja.

### Youth
Druga slika prikazuje enako bogato zeleno pokrajino, vendar se pogled tukaj razširi sorazmerno z izkušnjami popotnika v življenju. Mladenič je prijel za premec in prevzel nadzor nad čolnom, torej nad svojim življenjem, angel pa ga opazuje iz obale. Njegova energija in entuziazem sta razvidna iz naprej nagnjene poze telesa in razviharjeni obleki. Fantomska graščina na nebu v daljavi predstavlja ambicije in sanje človeka v mladostništvu.
Mirna reka navidez vodi h graščini, vendar je na skrajni desni strani vidno, kako postane reka razburkana in polna kamnov. Po besedah slikarja predstavljajo miren tok reke, bujna drevesa, visoke gore, nezamejena daljava in prosojna atmosfera romantično lepoto mladostniškega sanjarjenja, ki povzdigne povprečno in navadno v izjemno in sijajno, preden izkušnje podučijo človeka, kaj je realnost.

### Manhood
Na tretji sliki je mladenič odrasel in je postavljen pred preizkušnje življenja. Čoln je poškodovan, premca pa ni več. Reka je postala grozljivo razburkana in vsebuje nevarne skale in vrtince ter sunkovite tokove. Toplino sončne svetlobe so prekrili temni in nevihtni oblaki ter hudi nalivi. Drevesa so postala zvita zaradi vetrov in grčava ter so brez listov. Sveža trava je izginila, nadomestil pa jo je trden in neizprosen kamen.
V čolnu mož ne kaže več samozavesti in nima nadzora nad dogajanjem. Angel bdi nad možem visoko na nebu, le-ta pa ga ne vidi, kar pomeni, da se mora človek zanesti na svojo vero, da je angel prisoten in da mu bo pomagal. Cole je sliko opisal takole: »Problem je značilen za obdobje odraslosti. V otroštvu ni hudih skrbi; v mladostništvu ni obupnih misli. Samo izkušnje nas naučijo realnih stvari v svetu, da dvignemo zlato tančico iz zgodnjega življenja stran od naših oči, da globoko čutimo in prenašamo žalost; na sliki so mračno ozračje, nasprotujoči si elementi in drevesa, izruvana z viharjem, prispodoba povedanega, in ocean, ki je medlo viden, označuje konec življenja, kateremu se približuje popotnik.«
Na sliki je močen poudarek na diagonali, predvsem v štrlečih skalah in reki, ki se spušča navzdol in odnaša v svoji vrtinčasti in peneči vodi vse v nižje lege. Zelo ozek prehod med skalama povečuje napetost, ko poskuša gledalec ugotoviti, ali bo čoln uspel pluti v razburkani vodi. Poleg tega opazujejo moža zli duhovi iz oblakov zgoraj.
V ozadju je vidno obzorje, kjer se oddaljeni ocean stika z nebom, obarvanim z barvo sončnega zahoda, in tako predstavlja edini vodoravni element. Med kaosom in zmedo lahko gledalec za trenutek uzre spokojnost. Kombinacija edinega vodoravnega elementa in toplih barv v mračni in neizprosni sceni vedno znova pritegne pozornost gledalca.
Obris grčavega debla nasprotuje diagonali skal in reke ter tako prisili pozornost gledalca nazaj v središče dogajanja. Zavita in propadajoča drevesa so v Colovih delih nasplošno simbol divje in nedotaknjene narave z vsemi njenimi nevarnostmi. Oblak nad drevesom v obliki lijaka vodi pogled v oblake v levo, navzdolnji loki oblakov pa nato preusmerijo pogled nazaj na reko.

### Old age
Četrta in zadnja slika prikazuje smrt. Mož se je postaral in je preživel preizkušnje življenja. Reka se je umirila in se izlila v vodovje večnosti. Figura angela in peščena ura na čolnu manjkata: izčrpan stari popotnik je dosegel konec svojega človeškega življenja. V daljavi se iz nebes spuščajo angeli, medtem ko angel varuh lebdi blizu popotnika in s kretnjami nakazuje drugim angelom. Mož je zopet srečen z vednostjo, da ga je vera varovala skozi življenje. Ostala pokrajina je praktično izginila, razen maloštevilnih skal, ki predstavljajo mejo zemeljskega sveta, naprej pa se razteza temna voda. Duša človeka tako počasi prehaja v večno življenje.
Omenjena slika je bila uporabljena kot ozadje albuma Nightfall švedske doom metal skupine Candlemass.